# Earcomberto de Kent
Earcomberto de Kent (também conhecido como Eorcenberht, Ærconberht, Earconberht ou Earconbert, falecido em 14 de julho de 664) foi o rei de Kent entre 640 até à sua morte, sucedendo seu pai Eadbaldo.

## Biografia
A lenda de Santa Mildrith sugere que ele era o filho mais novo de Eadbaldo e Emma da Austrásia, e que seu irmão mais velho Eormenred foi deliberadamente deixado de lado na sucessão ao trono, embora outra possibilidade é a de que eles tenham governaram em conjunto.
De acordo com Beda, Earcomberto foi o primeiro rei da Grã-Bretanha a comandar a destruição de imagens de cultos pagãos e a ordenar a celebração da Quaresma. Tem sido sugerido que essas ordens possam ter sido oficialmente escritas, na tradição das leis-códigos de Kent iniciada por Etelberto, mas não existe nenhum texto daquele período.
Após a morte de Honório, arcebispo da Cantuária, Earcomberto nomeou o primeiro arcebispo saxão, Adeodato, em 655.
Earcomberto se casou com Seaxburh de Ely, filha do rei Anna da Ânglia Oriental. Eles tiveram dois filhos, Egberto e Hlothhere, que se tornaram reis de Kent, um após o outro, e duas filha que acabaram sendo canonizadas: Santa Eorcengota, que se tornou uma freira na Abadia de Faremoutiers, e Santa Ermenilda que se tornou abadessa de Ely.